# Félix Guerra
Félix Reinier Guerra Rondón es futbolista cubano que juega como mediocampista el CF Granma y en ocasiones ha jugado en la Selección de fútbol de Cuba.

## Carrera
Empezó su carrera en el CF Granma en el año 2011, jugando en este club hasta 2014 en 2015 es traspasado al FC Camagüey donde ganaron el campeonato de fútbol de 2015 en 2016 el regresa a su club natal el CF Granma y actualmente juega en este club.

## Clubes
| Club        | País | Años            |
| ----------- | ---- | --------------- |
| CF Granma   | Cuba | 2011 - 2013     |
| FC Camagüey | Cuba | 2014 - 2016     |
| CF Granma   | Cuba | 2016 - presente |

## Participación torneos internacionales
| Torneo                          | Resultado        |
| ------------------------------- | ---------------- |
| Copa del Caribe de 2014         | Semifinales      |
| Clasificación Mundial 2018      | Segunda Ronda    |
| Copa de Oro de la Concacaf 2015 | Cuartos de final |

## Palmarés
- Campeonato de Fútbol 2015
- Semifinales en la Copa del Caribe de 2014